# سعدان الساكي
السَّاكي أو السَّاقي أو سعدان الساكي أو سعدان البتاسيا (الاسم العلمي: Pithecia) (بالإنجليزية: Saki monkey)‏ هو جنس من الحيوانات يتبع فصيلة السعادين الساكية من رتبة الرئيسيات. وهو من سعادين العالم الجديد. يرتبط بجنس سعدان الساكي الملتحي (الاسم العلمي:Chiropotes).

## أنواع
- ساكي إستوائي (الاسم العلمي:Pithecia aequatorialis)
- ساكي أبيض القدم (الاسم العلمي:Pithecia albicans)
- ساكي عاري الوجه (الاسم العلمي:Pithecia irrorata)
- ساكي الراهب (الاسم العلمي:Pithecia monachus)
- ساكي أبيض الوجه (الاسم العلمي:Pithecia pithecia)

## الإنتشار
تنتشر أنواع سعدان الساكي في شمال ووسط أمريكا الجنوبية، وتمتد من جنوب كولومبيا وبيرو وشمال بوليفيا والجزء المركزي من البرازيل.